# Tomislav Vuk
Tomislav Vuk (Cernik, 13. listopada 1949.) je hrvatski franjevac, svećenik, kolekcionar i profesor biblijskih znanosti i orijentalistike.

## Životopis
Rodio se u Cerniku kod Nove Gradiške i odrastao u blizini cerničkog franjevačkog samostana. 1966. stupio je u Franjevački red i Hrvatsku franjevačku provinciju sv. Ćirila i Metoda čije je sjedište u Zagrebu. Novicijat je završio u Cerniku, a studij filozofije na Trsatu. Teologiju je diplomirao 1974. na Katoličkom sveučilištu u Eichstättu, u Njemačkoj. Na istom je sveučilištu 1976. postigao i licencijat iz teologije. 1974. zaređen je za svećenika.
Od 1979. studira na Franjevačkom biblijskom studiju u Jeruzalemu (Studium biblicum franciscanum), gdje 1980. postiže doktorat iz biblijske teologije. Potom odlazi u Rim, na Fakultet za studije drevnog Bliskog istoka, na Papinskom biblijskom institutu, te specijalizira akadski jezik i mezopotamske civilizacije, postigavši 1985. licencijat iz studija drevnog istoka.
Od 1985. bavi se znanstvenim, istraživačkim i pedagoškim radom kao profesor akadskog jezika i mezopotamskih civilizacija, te egzegetske metodologije proučavanja Starog zavjeta na Franjevačkom biblijskom studiju u Jeruzalemu, koji je u međuvremenu preimenovan u Fakultet biblijskih znanosti i arheologije. Usto, od 1985. do 1996. bio je ravnatelj knjižnice ovog fakulteta, a od 1987. do 2005. bio je odgovorna osoba za informatizaciju studija.
Kao član ove ustanove sudjelovao je na više arheoloških iskapanja, te objavio nekoliko priloga iz toga područja. Kroz više od deset godina sakupljao je materijal i radio na uspostavi stalne Biblijsko-arheološke izložbe u Cerniku, koja je svečano otvorena 15. travnja 2005.
2006. odlukom Predsjednika Republike odlikovan je Redom Danice hrvatske s likom Marka Marulića za osobite zasluge u kulturi.

### Znanstvene publikacije
- Sabbat in der Priesterschrift und in Ez 20, Lizenziatsarbeit am Fachbereich Kath. Theologie, Katholische Universität, Eichstätt 1976. (neobjavljeno).

- Wiedererkaufte Freiheit. Der Feldzug Sanheribs gegen Juda nach dem Invasions bericht 2 Kön 18,13-16 (Pars dissertationis), Jeruzalem 1984.

- Die Königsinschriften Nabonids, des letzten babylonischen Königs (556-539 v. Chr.), Dis. Lic. Or. Ant., Pont. Inst. Biblicum: Facultas Studiorum Orientis Antiqui, Rim 1985. (neobjavljeno).

- M. Sigrist – T. Vuk, Inscriptions cunéiformes (Studium Biblicum Franciscanum, Museum 4), Jeruzalem 1987.

- „Civilizacijsko i kulturno ozračje izraelske vjere i biblijskih spisa“, u: I. Šporčić (ur.), Stari zavjet – vrelo vjere i kulture. Zbornik radova interdisciplinarnog međunarodnog simpozija: Rijeka, 5. i 6. prosinca 2003., Rijeka – Zagreb 2004, 418-559.

- Biblijsko-arheološla muzejska izložba u Franjevačkom samostanu Cernik: Kataloški popis izložaka, Cernik: privatno izdanje, 2005.

### Znanstveni članci
- „Tko je ‘Nabukodonozor’ u Knjizi Danijelovoj?“, u: Spomenspis u čast Bonaventuri Dudi, ed. A. Rebić, Zagreb: Kršćanska sadašnjost = Bogoslovska smotra 55, br. 1-2 (1985) 21-45.

- „Un fragment de la ‘Standard Inscription’ d’Assurnasirpal II au Musée du Studium Biblicum Franciscanum“: Liber Annuus 35 (1985) 327-338.

- „Eine Feldpachturkunde aus Umma im Museum des Studium Biblicum Franciscanum“: Studium Biblicum Franciscanum – Liber Annuus 37 (1987) 359-363.

- „Neue Ausgrabungen in Jerusalem - Ketef Hinnom“: Bibel und Kirche 42 (1987) 30-36 [= „Novija iskopavanja u Jeruzalemu - Ketef Hinnom“: Bogoslovska smotra [Zagreb] 57 (1987) 73-80].

- „Ein Granatapfel aus Elfenbein. Weitere Überlegungen“: Studium Biblicum Franciscanum – Liber Annuus 38 (1988) 423-448 [= „Mogranj od bjelokosti - jedina ‘relikvija’ iz Salomonova hrama?“: Bogoslovska smotra 60 (1990) 37-53].

- „Religione, Nazione e Stato nel Vicino Oriente Antico e nella Bibbia“: Studium Biblicum Franciscanum – Liber Annuus 40 (1990) 105-158 [= „Religija, nacija i država u starim bliskoistočnim kulturama i u Bibliji“: Bogoslovska smotra 61, n. 3-4 (1991) 311-358].

- „Rezultati arheoloških istraživanja na području Bazilike Najvještenja u Nazaretu“: Dometi 24, br. 1-3 (1991) 7-20.

- „Povijesno-kritička metoda u biblijskog egzegezi. Razmišljanja o aktualnoj situaciji, posebno s obzirom na Stari zavjet“, u: Diaconus Verbi. Marijan Jerko Fućak 1932-1992, ur. Z. I. Herman, Zagreb: Kršćanska sadašnjost = Bogoslovska smotra 63, br. 1-4 (1993) 249-280.

- „Odnos Biblije i arheologije“, u: Biblija – izvor religijâ i kulturâ, ur. V. Rapo, Zagreb: Hrvatsko društvo folklorista, 1998, 11-62.

- „Biblija i arheologija u Nazaretu“, u: ibid. 111-158.

- „Sveta zemlja – peto evanđelje“, u: O kraljevstvu nebeskom – novo i staro. Zbornik radova u čast Bonaventuri Dudi, OFM, u povodu 75. rođendana i 50 godina svećeništva, ur. M. Cifrak (Teološki radovi 34), Zagreb: Kršćanska sadašnjost, 2001, 357-386.

- „Betlehem – mjesto Isusova rođenja“: Biblija danas 1 (VIII), br. 1 (2003.) 12-14.

- „Biblija u suvremenom svijetu“, u: Suvremeni pristup Bibliji. Die Bibel in der zeitgenössichen Auseinandersetzung. Zbornik radova: Godišnji pastoralni skup Bergisch Gladbach 06. 10. – 09. 10. 2003, ur. J. Bebić (Diaspora Croatica), Frankfurt a. M.: Hrvatski dušobrožnički ured – Kroatenseelsorge in Deutschland, 2004. 19-39 [= “Die Bibel in der modernen Welt”, u: ibid., 125-150].

- „Kako se Crkva služi Biblijom“, u: ibid. 41-59 [= „Die Verwendung der Bibel in der Kirche“, u: ibid., 151-174].

- „Bibliografija za biblijski rad, naročito s djecom i mladeži. Bibliographe zur Bibelarbeit, insbesondere mit Kindern und Jugentlichen“, u: ibid., 253-279.

- 78 natuknica u: Opći religijski leksikon: A-Ž, izd. A. Rebić, Zagreb: Leksikografski zavod Miroslav Krleža, 2002.